# Classe Drummond
La classe Drummond est une classe de trois corvettes conçues et construites en France sur la base des avisos de la classe d'Estienne d'Orves. Ces navires sont mis en service dans la marine argentine entre 1978 et 1982.

## Histoire
Les deux premiers navires de cette classe sont construits en 1977 en France pour la marine sud-africaine. La vente est interdite par la résolution 418 du Conseil de sécurité des Nations unies. Les navires sont achetés par l'Argentine le 25 septembre 1978. Un troisième navire est commandé et entre en service sous le nom d'ARA Granville le 22 juin 1981, à temps pour la guerre des Malouines l'année suivante. En avril 1982, le ARA Drummond et le ARA Granville participent au débarquement Argentin aux Îles Malouines. Le ARA Guerrico participe à l'invasion de la Géorgie du Sud. Il est touché par une roquette à Grytviken le 3 avril. 
Il y a des différences mineures dans l'équipement de L'ARA Granville par rapport à ses sister ships, par exemple le navire est équipé de lance-leurres français Dagaie plutôt que des lanceurs de paillettes britanniques Corvus.